# کوهی‌توکاها
آگوتیس از جنس Dasyprocta در محلی به عنوان "cutias" شناخته می‌شود. همچنین رجوع کنید به Hutia، جایی که نام این جوندگان از آنجا منشأ گرفته‌است.
کوهی‌توکاها (نام علمی: Cutia) یک سردهٔ از پرندگان گنجشک‌سان از خانواده توکایان خندان هستند. این پرندگان در جنگل‌های کوهستانی قاره جنوب و جنوب شرق آسیا یافت می‌شوند. این نام از نام نپالی khatya یا khutya برای گونه نماد کوهی‌توکای هیمالیایی (C. nipalensis) گرفته شده‌است. کوهی‌توکاها مربوط به چغک‌چینی آلسیپ و توکاهای خندان هستند.
برای مدت طولانی این سرده تک‌نماد بود و تنها شامل یک گونه C. nipalensis بود. این سرده تازگی به دو گونه تقسیم شده‌است.